# Lepanthes schiedei
Lepanthes schiedei är en orkidéart som beskrevs av Heinrich Gustav Reichenbach. Lepanthes schiedei ingår i släktet Lepanthes och familjen orkidéer. Inga underarter finns listade i Catalogue of Life.

## Bildgalleri

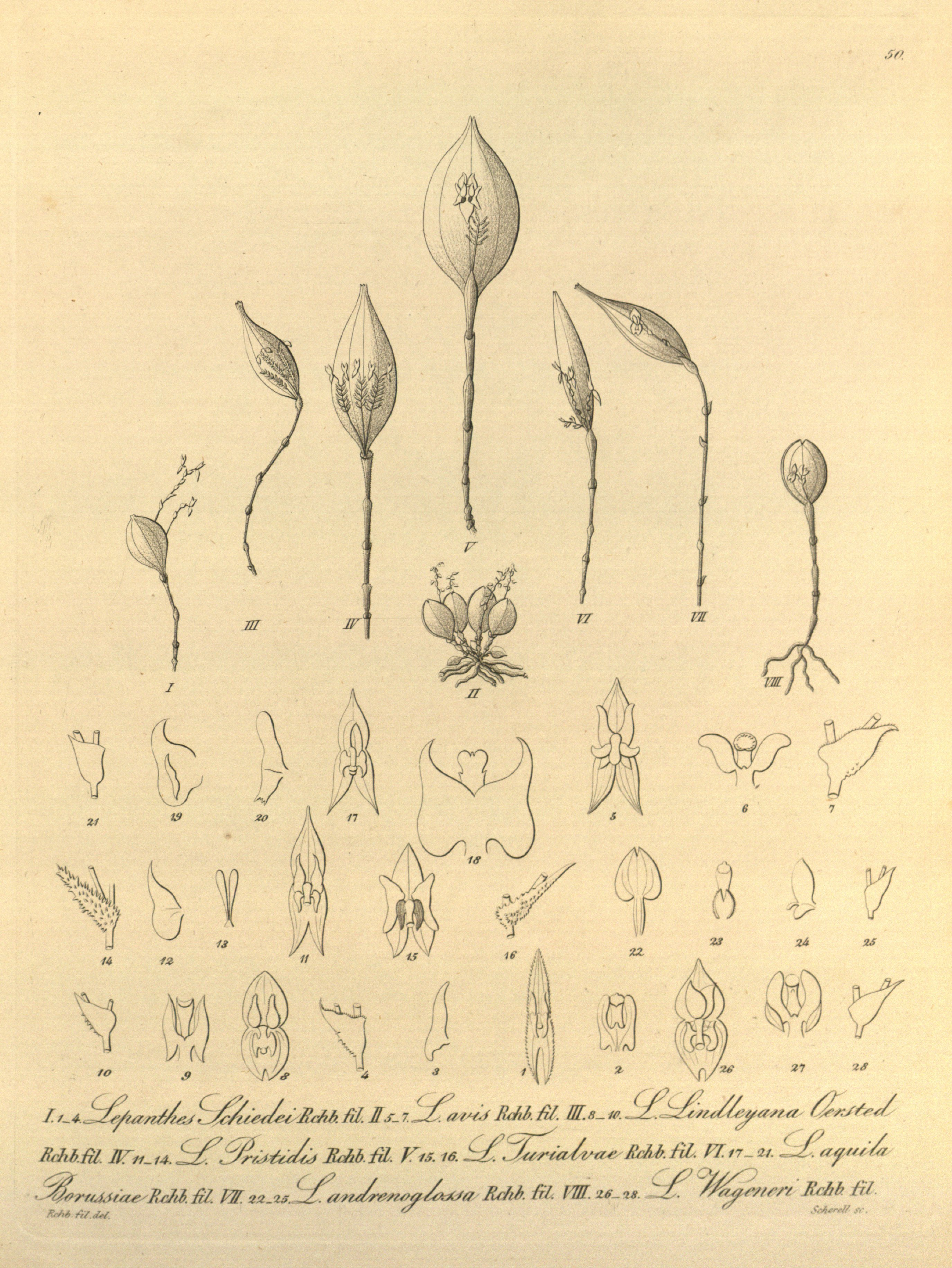